# Цурибский сельсовет
Цурибский сельсовет — административно-территориальная единица и муниципальное образование со статусом сельского поселения в Чародинском районе Дагестана Российской Федерации.
Административный центр — село Цуриб.

## Население
| 2002  | 2010  | 2012  | 2013  | 2014  | 2015  | 2016  |
| ----- | ----- | ----- | ----- | ----- | ----- | ----- |
| 1932  | ↗2395 | ↗2417 | ↗2431 | ↗2481 | ↗2575 | ↗2626 |
| 2017  | 2018  | 2019  | 2020  | 2021  | 2023  | 2024  |
| ↗2681 | ↗2728 | ↗2809 | ↗2865 | ↘2241 | ↗2296 | ↗2343 |

## Состав
| № | Населённый пункт | Тип населённого пункта       | Население |
| - | ---------------- | ---------------------------- | --------- |
| 1 | Гидиб            | село                         | ↗103      |
| 2 | Мощоб            | село                         | ↗41       |
| 3 | Содаб            | село                         | ↗89       |
| 4 | Цуриб            | село, административный центр | ↘2008     |